# Robin Geueke
Robin Geueke (Lennestadt, 16 de julio de 1992) es un deportista alemán que compite en luge en la modalidad doble.
Ganó una medalla de bronce en el Campeonato Mundial de Luge de 2017 y una medalla de bronce en el Campeonato Europeo de Luge de 2017.

## Palmarés internacional
| Campeonato Mundial | Campeonato Mundial   | Campeonato Mundial | Campeonato Mundial |
| Año                | Lugar                | Medalla            | Prueba             |
| ------------------ | -------------------- | ------------------ | ------------------ |
| 2017               | Igls (Austria)       | Medalla de bronce  | Doble              |
| Campeonato Europeo |                      |                    |                    |
| Año                | Lugar                | Medalla            | Prueba             |
| 2017               | Königssee (Alemania) | Medalla de bronce  | Doble              |